# Avant que de tout perdre
Avant que de tout perdre (international auch unter dem Titel Just Before Losing Everything bekannt) ist ein Kurzfilm aus dem Jahr 2013 unter der Regie von Xavier Legrand. Er wurde für einen Oscar in der Kategorie „Best Live Action Short Film“ nominiert. Der Film zeigt einen Tag im Leben einer Frau, die sich entschlossen hat, ihren Ehemann, der sie misshandelt, zu verlassen.

## Handlung
Julien, ein kleiner Junge, verlässt sein Haus und geht die Straße herab. Er trifft auf seine Lehrerin und sagt ihr, dass er Zigaretten für seinen Vater holt. Die Lehrerin erinnert ihn an die Lehrerkonferenz am morgigen Tag. Julien geht weiter die Straße entlang und unter eine Brücke, wo ihn Miriam, seine Mutter, abholt. Gemeinsam fahren sie zu einer Bushaltestelle und nehmen dort seine weinende Schwester Gaelle mit.
Zusammen fahren sie zu Miriams Arbeitsplatz, einem Supermarkt. Sie lässt ihre Kinder bei einem Kollegen und spricht mit ihrem Vorgesetzten, um ihn zu informieren, dass sie nachts gehen muss. Er fragt sie, ob sie gegen ihren Mann juristisch vorgehen will, doch sie entgegnet, dass sie keine Zeit habe. Der Vorgesetzte stimmt zu, sie zu entlassen, damit sie ein Abfindungspaket erhält.
Bevor sie jedoch den Laden verlassen, kommt Miriams Ehemann Antoine dazu, um mit ihr zu reden. Julien und Gaelle weinen und bitten ihre Mutter, nicht mit ihm zu reden. Miriam zieht ihre Arbeitskleidung an, wobei man Schnitte und blaue Flecken auf ihrem Körper sieht. Antoine fragt sie nach ihrem Scheckheft und weiß offenbar nichts von Miriams Plan. Sie gibt es ihm und geht weg.
Miriam und ihre Kinder verlassen den Laden, um ihre Schwester sowie deren Ehemann zu treffen. Die Gruppe sieht Antoine auf dem Parkplatz und versteckt sich hinter parkenden Autos, bis er wegfährt. Sobald er fort ist, rennen sie über den Parkplatz zum Wagen von Miriams Schwester.
In der letzten Einstellung ist ein Auto zu sehen, das möglicherweise Antoines ist. Es wendet und beginnt, dem Wagen von Miriams Schwester zu folgen.

## Preise und Auszeichnungen
| Awards                                             | Awards       | Awards                      | Awards                          | Awards    |
| Festival                                           | Datum        | Kategorie des Preises       | Gewinner und Nominierte         | Resultat  |
| -------------------------------------------------- | ------------ | --------------------------- | ------------------------------- | --------- |
| Academy Award                                      | 2. März 2014 | Best Live Action Short Film | Xavier Legrand Alexandre Gavras | nominiert |
| Aix-en-Provence International Short Film Festival  |              | Grand Prix: Bester Kurzfilm | Xavier Legrand                  | nominiert |
| Angers European First Film Festival                |              | Publikumspreis: Kurzfilm    |                                 | gewonnen  |
| Clermont-Ferrand International Short Film Festival |              | Grand Prix                  | Xavier Legrand                  | gewonnen  |
| Grenoble Short Film Festival                       |              | Bestes Drehbuch             | Xavier Legrand (Autor)          | gewonnen  |
| Leeds International Film Festival                  |              | Prix Louis Le Prince        |                                 | gewonnen  |
| Uppsala International Short Film Festival          |              | Honorable Mention           | Xavier Legrand (Regie)          | gewonnen  |